# James Randi
James Randi, właśc. Randall James Hamilton Zwinge (ur. 7 sierpnia 1928 w Toronto, zm. 20 października 2020 w Plantation) – kanadyjsko-amerykański iluzjonista, sceptyk naukowy oraz przeciwnik pseudonauki, znany jako The Amazing Randi (ang. Zdumiewający Randi).
Randi zasłynął przede wszystkim jako demaskator fałszywych twierdzeń o zjawiskach nadprzyrodzonych, paranormalnych i okultystycznych, które określał zbiorowo jako „trele-morele”.
Randi wsławił się również wykryciem przekłamań podczas prezentacji wyników badań prof. Jacques’a Benveniste’a (James Randi został zaproszony do komisji opiniującej przez redakcję miesięcznika „Nature”) dotyczących rzekomej skuteczności działania homeopatii z roku 1994. Badania zostały sfinansowane przez francuską firmę produkującą środki homeopatyczne.
James Randi był autorem publikacji na temat zjawisk paranormalnych, sceptycyzmu i historii magii.

## Nagroda Randiego
James Randi Educational Foundation, fundacja założona przez Randiego, jest znana przede wszystkim z oferty nagrody w wysokości 1 mln dolarów, którą do 2015 roku oferowała każdemu, kto potrafiłby pokazać obiektywny dowód jakiegokolwiek paranormalnego zjawiska w warunkach uzgodnionych wcześniej przez obie strony i przy udziale osób niezależnych od fundacji.
Mimo ponad tysiąca zgłoszeń i prób nagrody nikt nie zdobył, nie przechodząc nawet wstępnego etapu polegającego na zademonstrowaniu swoich uzdolnień w kontrolowanych warunkach przed przedstawicielem fundacji, po wcześniejszym przeprowadzeniu przez uczestnika prób i uznaniu warunków eksperymentalnych za odpowiednie.
Kandydaci nieskutecznie pretendujący do nagrody Randiego bronili się twierdząc, że Randi pryncypialnie nie uznaje żadnych pokazów za autentyczne. Fundacja odpiera te zarzuty wskazując, iż kandydaci często wycofują się, gdy fundacja wymaga umieszczenia w protokole testu podwójnie ślepej próby i innych elementów utrudniających oszustwa, oraz że przyjęte kryteria oceny są naukowo obiektywne, wykluczając jakąkolwiek konieczność interpretacji wyników.
Osoby o rzekomych zdolnościach parapsychicznych, które mimo zaproszeń odmawiały poddania się testom, często stosowały argumenty o:
- nieadekwatnych kwalifikacjach Randiego i organizatorów testu,
- twierdzeniu, że ich zdolności z zasady nie da się zweryfikować miarodajnym testem.

## Publikacje

### Wydania oryginalne
- Houdini, His Life and Art, 1976.
- The Magic of Uri Geller, 1982 (później tytuł uległ zmianie na The Truth About Uri Geller).
- Flim-Flam! Psychics, ESP, Unicorns, and Other Delusions, 1982.
- Test Your ESP Potential, 1982.
- The Faith Healers, 1987.
- The Magic World of the Amazing Randi, 1989.
- The Mask of Nostradamus: The Prophecies of the World’s Most Famous Seer, 1990.
- James Randi: Psychic Investigator, 1991.
- Conjuring, 1992.
- An Encyclopedia of Claims, Frauds, and Hoaxes of the Occult and Supernatural, 1995 (wersja online).
- Wrong! (W przygotowaniu[5]).
- A Magician in the Laboratory. (W przygotowaniu[5])

### Wydania w języku polskim
- Däniken, tajemnica Syriusza, parapsychologia i inne trele-morele, 1994.
- Nostradamus bez maski. Historia największej mistyfikacji świata, 1994.